# Douglas Sequeira (ur. 2003)
Douglas Esteban Sequeira Borbón (ur. 16 września 2003 w San José) – kostarykański piłkarz występujący na pozycji środkowego obrońcy, od 2025 roku zawodnik Deportivo Saprissa.
Jest synem Douglasa Sequeiry oraz bratankiem Alejandro Sequeiry, również piłkarzy.